# Hollywood Boulevard (pel·lícula)
|  | Aquest article tracta sobre pel·lícula del 1976 dirigida per Allan Arkush. Vegeu-ne altres significats a «Hollywood Boulevard». |

Hollywood Boulevard és una pel·lícula estatunidenca dirigida per Allan Arkush i Joe Dante, el 1976. Ha estat doblada al català.

## Argument
Dante dirigeix aquest homenatge als talents desconeguts de les pel·lícules de sèrie B de Hollywood que mai no van assolir l'estatus d'estrelles, però que sí que van conquerir el cor dels espectadors. Aquest món és vist a través dels ulls de Candy Hope (Candice Rialson), una noia que vol ser actriu i que ha arribat a Hollywood plena de somnis, però que ha d'acceptar qualsevol paper, des de ser víctima d'un atropellament fins a doblar a una protagonista en l'escena d'un assassinat.

## Repartiment

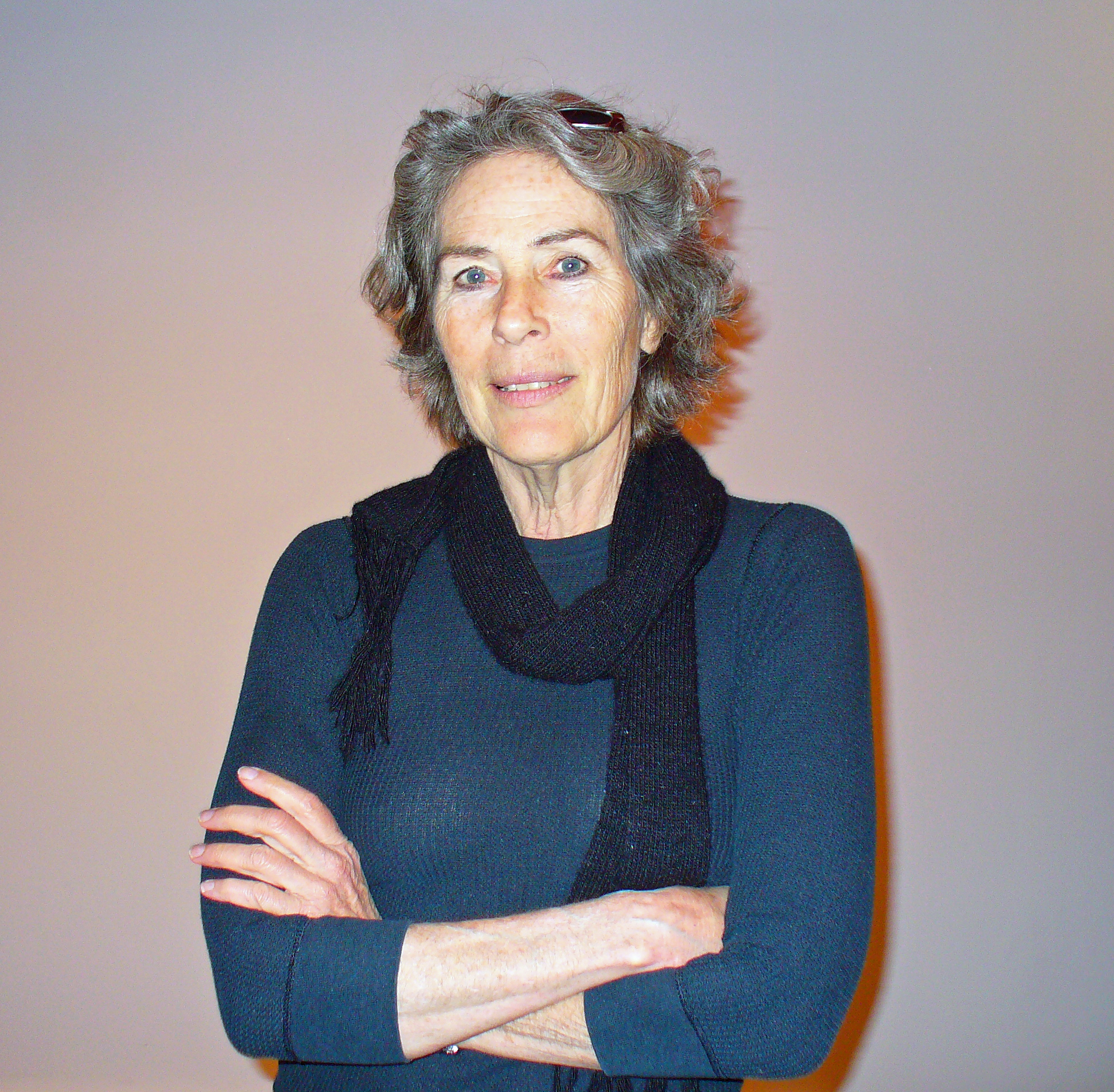
Mary Woronov

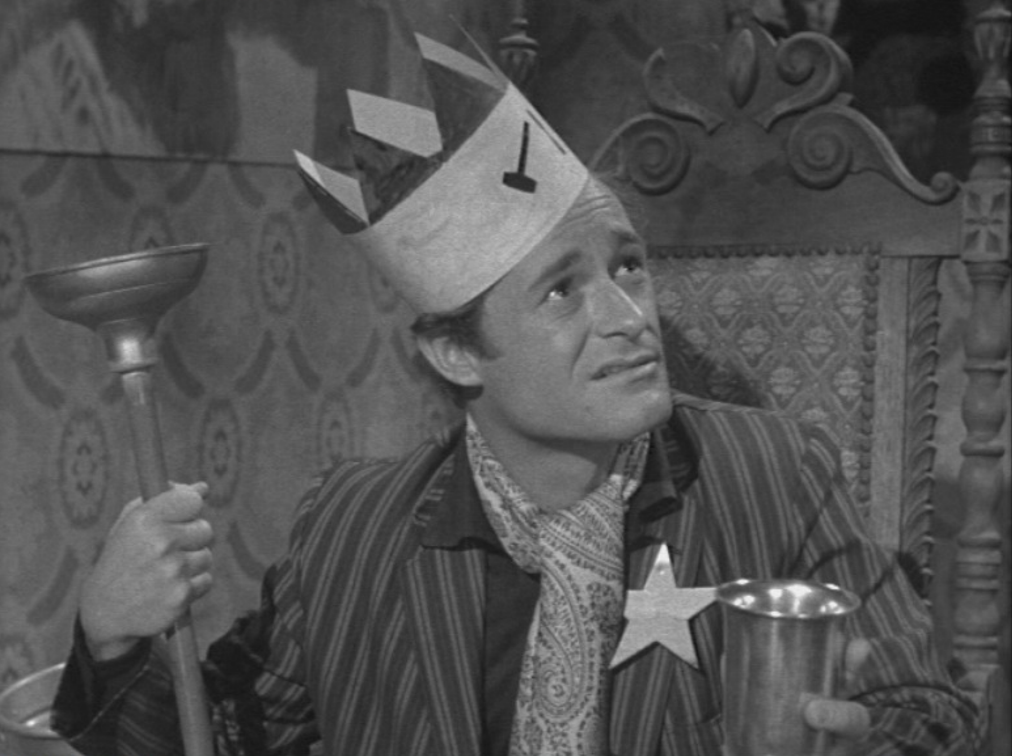
Dick Miller

- Candice Rialson: Candy Hope
- Mary Woronov: Mary McQueen
- Rita Georg: Bobbi Quackenbush
- Jeffrey Kramer: Patrick Hobby
- Dick Miller: Walter Paisley
- Richard Doran: P.G.
- Tara Strohmeier: Jill McBain
- Paul Bartel: Erich Von Leppe
- John Kramer: Duke Mantee
- Jonathan Kaplan: Scotty
- Billy C. Farlow: Cantant
- George Frayne: Commander Cody
- George Wagner: Cameraman
- W.L. Luckey: Rico Bandello
- David Boyle: Obnoxious Kid

## Al voltant de la pel·lícula
- Hi ha una continuació titulada Hollywood Boulevard 2, dirigida per Steve Barnett, estrenada el 1989.